# 鈴木優華
鈴木優華（日语：／ Suzuki Yūka；1996年10月1日—）是日本女演員、模特兒，出身自東京都，Platium Production旗下藝人。

## 作品列表

### 電視劇
- MARS～只是愛着你～（2016年2月14日－3月27日，日本電視台）：飾演 西野香織
- 我的裙子，去哪了？ 第4集（2019年5月11日，日本電視台）：飾演 服裝店店員
- 4分鐘的金盞菊（2019年10月11日－12月13日，TBS）：飾演 遠藤琴
- 桃色 杏色 櫻色（2021年2月21日－3月28日，朝日放送電視台）：飾演 根岸有香
- 重返JK：Silver Plan（2021年11月10日－12月29日，東京電視台）：飾演 二之宮小百合，主演
- 難破MG5 第6集－最終話（2022年4月13日－6月22日，富士電視台）：飾演 牧野彌生
- 毛骨悚然撞鬼經驗 夏之特別篇2022「說錯一句話」（2022年8月20日，富士電視台）：飾演 小山千尋
- 父女七日變 第6集－最終話（2022年8月31日－9月14日，TBS電視台）：飾演 藤野凛花
- 儘管如此，他們還是說想結婚（2023年1月5日－2月23日，東京電視台）：飾演 篠原天音，主演
- STAND UP START 第2集（2023年1月25日，富士電視台）：飾演 大森千里
- 不小心繼承了牛郎店（2023年4月18日－7月4日，關西電視台・富士電視台）：飾演 神童琉衣
- 春日苦短少年戀愛吧。（2023年4月25日－6月27日，日本電視台）：飾演 皆月紅
- 18／40～兩人的夢想與愛情～（2023年7月11日－9月12日，TBS）：飾演 森尾惠美
- 問題物件 第1集（2025年1月15日，富士電視台）：飾演 志田清美

## 外部連結
- 經紀公司個人資料頁面（日語）
- 鈴木優華的Instagram帳戶（日語）
- 鈴木優華的X（前Twitter）（日語）